# Rhinichthys osculus
Rhinichthys osculus (Girard, 1856) è un pesce osseo d'acqua dolce, facente parte della famiglia Cyprinidae.

## Distribuzione e habitat
Questa specie è originaria del Nord America, diffusa nelle acque dolci di alcuni fiumi dal Canada al Messico, dove abita fondali rocciosi di fiumi, torrenti e ruscelli. frequenta poco i laghi.

## Predatori
È preda abituale di pesci come Ictalurus punctatus e di salmonidi come Oncorhynchus mykiss e Salmo trutta trutta.

## Alimentazione
R. osculus ha dieta onnivora: si nutre di alghe, insetti e piccoli crostacei.

## Sottospecie
A questa specie fanno capo alcune sottospecie:
- Rhinichthys osculus adobe (Jordan e Evermann in Jordan, 1891)
- Rhinichthys osculus klamathensis (Evermann e Meek, 1898)
- Rhinichthys osculus lethoporus Hubbs e Miller, 1972
- Rhinichthys osculus nevadensis Gilbert, 1893
- Rhinichthys osculus oligoporus Hubbs e Miller, 1972
- Rhinichthys osculus osculus (Girard, 1856)
- Rhinichthys osculus robustus (Rutter, 1903)
- Rhinichthys osculus thermalis (Hubbs e Kuhne, 1937)